# Déborah Gyurcsek
Déborah Gyurcsek   (7 de desembre de 1978) és una atleta de pista i camp femenina de l'Uruguai, que competeix a l'esdeveniment de salt de perxa. Va ser Olímpica el 2000, va guanyar la medalla de bronze als Jocs Panamericans de 1999 a Winnipeg (Canadà). La seva millor marca personal és de 4,23 metres aconseguits l'any 2000.

## Assoliments
| Representant a Uruguai | Representant a Uruguai             | Representant a Uruguai              | Representant a Uruguai | Representant a Uruguai |
| ---------------------- | ---------------------------------- | ----------------------------------- | ---------------------- | ---------------------- |
| 1997                   | Campionats sud-americans           | Mar del Plata, Argentina            | 1r                     | 3.85 m (CR)            |
| 1997                   | Campionats infantils sud-americans | San Carlos, Uruguai                 | 1r                     | 3.60 m                 |
| 1998                   | Campionats iberoamericans          | Lisboa, Portugal                    | 3r                     | 3.55 m                 |
| 1999                   | Campionats sud-americans           | Bogotá, Colòmbia                    | 2n                     | 3.75 m                 |
| 1999                   | Jocs Panamericans                  | Winnipeg, Canadà                    | 3r                     | 4.15 m                 |
| 2000                   | Jocs Olímpics                      | Sydney, Austràlia                   | 21a (q)                | 4.15 m                 |
| 2001                   | Campionat del Món                  | Edmonton, Canadà                    | –                      | NM                     |
| 2002                   | Campionats Iberoamericans          | Ciutat de Guatemala, Guatemala      | 5a                     | 3.70 m                 |
| 2003                   | Campionats sud-americans           | Barquisimeto, Veneçuela             | 4t                     | 3.90 m                 |
| 2003                   | Jocs Panamericans                  | Santo Domingo, República Dominicana | 10a                    | 3.60 m                 |
| 2004                   | Campionats Iberoamericans          | Huelva, Espanya                     | 7a                     | 4.00 m                 |
| 2007                   | Jocs Panamericans                  | Rio de Janeiro, Brasil              | 7a                     | 3.75 m                 |
| 2010                   | Campionats Iberoamericans          | San Fernando, Espanya               | 8a                     | 3.60 m                 |
| 2011                   | Jocs Panamericans                  | Guadalajara, Mèxico                 | 12a                    | 3.70 m                 |